# Rémi Larrousse
Rémi Larrousse, né à Bordères, en 1985, dans le département français des Pyrénées-Atlantiques, est un mentaliste récompensé en 2014 du Mandrake d'or.

## Biographie
Rémi Larrousse est né à Bordères. Fils d'un artisan de textile et d'une dentiste, il s'est initié au théâtre vers 9-10 ans. Il est collégien à Igon et lycéen au sein de l' Institution Notre-Dame de Bétharram à Lestelle-Bétharram. En 2005 il devient diplômé de Sciences Po. Le 30 juin 2015, il donne une conférence TED à propos de l'influence sur les prises de décision et des pièges de la pensée.

## Spectacles
- "Alter Ego"[5], nov. 2013, au Funambule Montmartre.
- "Le Script"[3],[6]
- Songes d’un Illusionniste (2017-2023)
- Confidences d’un Illusionniste (depuis 2023)

## Récompenses
- 2014 : Mandrake d'or[1],[7]